# Liste der Biografien/Moro
Liste der Biografien |
Portal Biografien |
Personensuche
# |
A |
B |
C |
D |
E |
F |
G |
H |
I |
J |
K |
L |
M |
N |
O |
P |
Q |
R |
S |
T |
U |
V |
W |
X |
Y |
Z |
?
 
Ma |
Mb |
Mc |
Md |
Me |
Mf |
Mg |
Mh |
Mi |
Mj |
Mk |
Ml |
Mm |
Mn |
Mo |
Mp |
Mq |
Mr |
Ms |
Mt |
Mu |
Mv |
Mw |
Mx |
My |
Mz
 
Moa |
Mob |
Moc |
Mod |
Moe |
Mof |
Mog |
Moh |
Moi |
Moj |
Mok |
Mol |
Mom |
Mon |
Moo |
Mop |
Moq |
Mor |
Mos |
Mot |
Mou |
Mov |
Mow |
Mox |
Moy |
Moz
 
Mora |
Morb |
Morc |
Mord |
More |
Morf |
Morg |
Morh |
Mori |
Mork |
Morl |
Morm |
Morn |
Moro |
Morp |
Morr |
Mors |
Mort |
Moru |
Morv |
Morw |
Mory |
Morz
Die Liste der Biografien führt alle Personen auf, die in der deutschsprachigen Wikipedia einen Artikel haben. Dieses ist eine Teilliste mit 211 Einträgen von Personen, deren Namen mit den Buchstaben „Moro“ beginnt.

## Moro
- Moro Cañas, Alejandro (* 2000), spanischer Tennisspieler
- Moro, Aldo, deutscher Musiker
- Moro, Aldo (1916–1978), italienischer Politiker, Ministerpräsident (1963–1968 und 1974–1976)Aldo Moro (1916–1978)

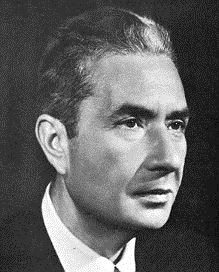
Aldo Moro (1916–1978)

- Moro, Alejandro, argentinischer Jazzgitarrist, Komponist, Arrangeur und Musikpädagoge
- Moro, Alima (* 1983), ghanaische Fußballspielerin
- Moro, Anton Lazzaro (1687–1764), italienischer Geistlicher und früher Geologe
- Moro, Anton von (1785–1870), österreichischer Fabrikant und Politiker, Landtagsabgeordneter
- Moro, Battista dell’Angolo del (1514–1574), italienischer Maler und Kupferstecher
- Moro, Candido Domenico (1880–1952), italienischer Ordensgeistlicher und römisch-katholischer Apostolischer Vikar von Benghazi
- Moro, Caroline von (1815–1885), österreichische Malerin
- Moro, César (1903–1956), peruanischer Lyriker und Maler
- Moro, Cristoforo (1390–1471), venezianischer Doge
- Moro, Davide (* 1982), italienischer Fußballspieler
- Moro, Ernst (1874–1951), deutscher Humanmediziner, Professor für Kinderheilkunde
- Moro, Fabio (* 1975), italienischer Fußballspieler
- Moro, Fabrizio (* 1975), italienischer Cantautore
- Moro, Gerry (* 1943), kanadischer Stabhochspringer und Zehnkämpfer
- Moro, Giuseppe (1921–1974), italienischer Fußballspieler
- Moro, Gotbert (1902–1987), österreichischer Historiker
- Moro, Hugo (1865–1954), österreichischer Pädagoge und Mundartdichter
- Moro, Ibrahim (* 1993), ghanaischer Fußballspieler
- Moro, Iván (* 1974), spanischer Wasserballspieler
- Moro, Javier (* 1955), spanischer Autor
- Moro, Joanna (* 1984), litausisch-polnische Schauspielerin und Sängerin
- Moro, Jona (* 1995), österreichische schauspielerisch tätige Person
- Moro, Leopold (1826–1900), österreichischer Politiker
- Moro, Liliana (* 1961), italienische Installationskünstlerin
- Moro, Luca (1973–2014), italienischer Rennfahrer
- Moro, Luigi (1918–2009), italo-kanadischer Eishockey-, Fußball- und Lacrossetrainer
- Moro, Luis (* 1964), kubanisch-amerikanischer Schauspieler, Filmproduzent und Drehbuchautor
- Moro, Manlio (* 2002), italienischer Radrennfahrer
- Moro, Marc (* 1977), kanadischer Eishockeyspieler
- Moro, Marco (1817–1885), italienischer Lithograf und Graphiker
- Moro, Martin (* 1968), österreichischer Folk- und Blues-Musiker, Gitarrist, Sänger, Songschreiber und Musikproduzent
- Moro, Max von (1817–1899), österreichischer Fabrikant, Historiker und Politiker, Landtagsabgeordneter
- Moro, Nasiru (* 1996), ghanaischer Fußballspieler
- Moro, Nikola (* 1998), kroatischer Fußballspieler
- Moro, Oscar (1950–2006), argentinischer Schlagzeuger und Schauspieler
- Moro, Oswin (1895–1941), österreichischer Heimatforscher
- Moro, Romualdo (1929–2001), uruguayischer Fußballspieler
- Moro, Ruggero (1919–1956), italienischer Radrennfahrer
- Moro, Sérgio (* 1972), brasilianischer Bundesrichter, Hochschullehrer und JustizministerSérgio Moro (* 1972)

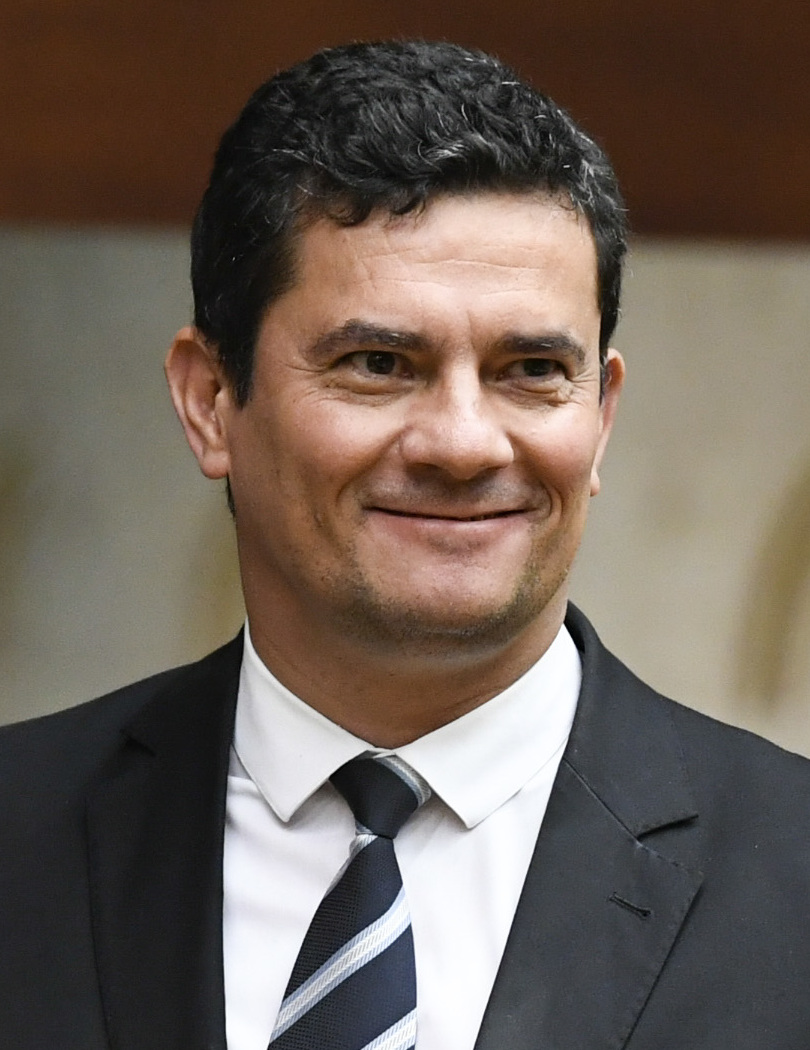
Sérgio Moro (* 1972)

- Moro, Simone (* 1967), italienischer Extrembergsteiger und staatlich geprüfter Bergführer
- Moro, Theodor von (1823–1863), österreichischer Fabrikant und Politiker, Landtagsabgeordneter
- Moro, Thomas von (1786–1871), österreichischer Fabrikant und Politiker, Landtagsabgeordneter
- Moro, Vala (* 1907), Tänzerin, Malerin und Grafikerin
- Moro, Xavi (* 1975), französisch-spanischer Fußballspieler und -trainer
- Moro-Giafferi, Vincent de (1878–1956), französischer Anwalt und Politiker, Mitglied der Nationalversammlung

### Morob
- Morobe, Mpho (* 1966), lesothischer Leichtathlet

### Moroc
- Morocho, El, argentinischer Fußballspieler auf der Position eines Stürmers
- Morocutti, Patrick (* 1968), luxemburgischer Fußballspieler
- Morocutti, Wilhelm (1900–1962), österreichischer Fußballspieler
- Morocz, Emerich von (1699–1758), k.k. Feldmarschall-Lieutenant und Inhaber des Husaren-Regiment No. 9

### Morod
- Morodan, Ilie (* 1930), rumänischer Politiker (PCR) und Botschafter
- Moroder, Adele (1887–1966), italienisch-ladinische Schriftstellerin
- Moroder, Albin (1922–2007), österreichischer Bildhauer
- Moroder, Alex (1923–2006), italienischer Bankbeamter und Brauchtumspfleger (Südtirol)
- Moroder, Daniel (* 2002), italienischer Skispringer
- Moroder, David (1931–1997), italienischer Bildhauer und Rennrodler
- Moroder, Franz (1847–1920), Grödner Kaufmann, Geschichtsforscher, Lokalpolitiker
- Moroder, Friedrich (1880–1937), Südtiroler Bildhauer
- Moroder, Giorgio (* 1940), italienischer Produzent und KomponistGiorgio Moroder (* 1940)

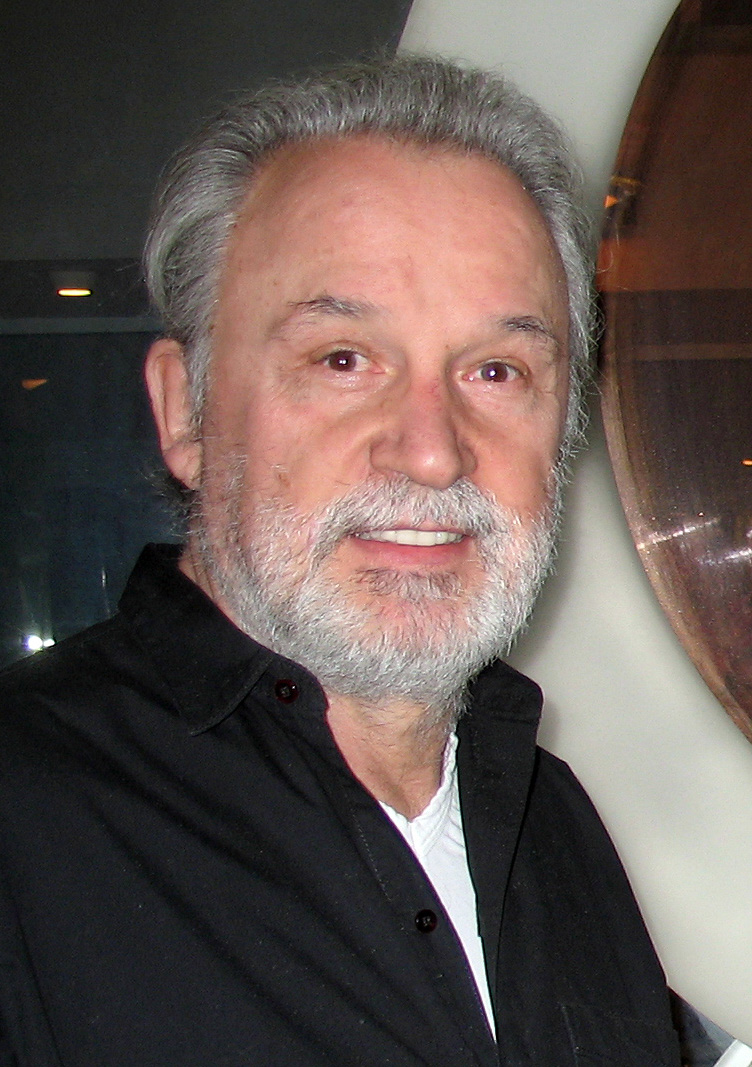
Giorgio Moroder (* 1940)

- Moroder, Johann Baptist (1870–1932), Südtiroler Bildhauer
- Moroder, Karin (* 1974), italienische Skilangläuferin
- Moroder, Ludwig (1879–1953), Südtiroler Bildhauer
- Moroder, Luis (1940–2024), italienischer Chemiker
- Moroder, Otto (1894–1977), österreichischer Bildhauer
- Moroder, Petra (* 1968), italienische Skilangläuferin
- Moroder, Rudolf (1877–1914), Südtiroler Bildhauer
- Moroder, Siegfried (1911–1989), Bildhauer aus dem Südtiroler Grödnertal
- Moroder, Ulrich (* 1948), italienischer Künstler
- Moroder, Walter (* 1963), italienischer Bildhauer und Zeichner (Südtirol)
- Moroder-Lusenberg, Josef (1846–1939), Südtiroler Maler und Bildhauer

### Morof
- Moroff, Luisa (* 1996), deutsche Triathletin

### Moroh
- Morohashi, Tetsuji (1883–1982), japanischer Sinologe

### Moroi
- Moroi, Ken (1928–2006), japanischer Unternehmer
- Moroi, Makoto (1930–2013), japanischer Komponist
- Moroi, Saburō (1903–1977), japanischer Komponist
- Moroishi, Mitsuteru (* 1967), japanischer Rollstuhltennisspieler

### Moroj
- Morojele, Morabo (1960–2025), lesothischer Jazzmusiker und Schriftsteller

### Morok
- Moroka, James (1891–1985), südafrikanischer Arzt, Politiker und Präsident des ANC
- Moroko, Galefele (* 1997), botswanische Sprinterin
- Morokuma, Keiji (1934–2017), japanischer Chemiker

### Morol
- Moroles, Victoria (* 1996), US-amerikanische SchauspielerinVictoria Moroles (* 1996)

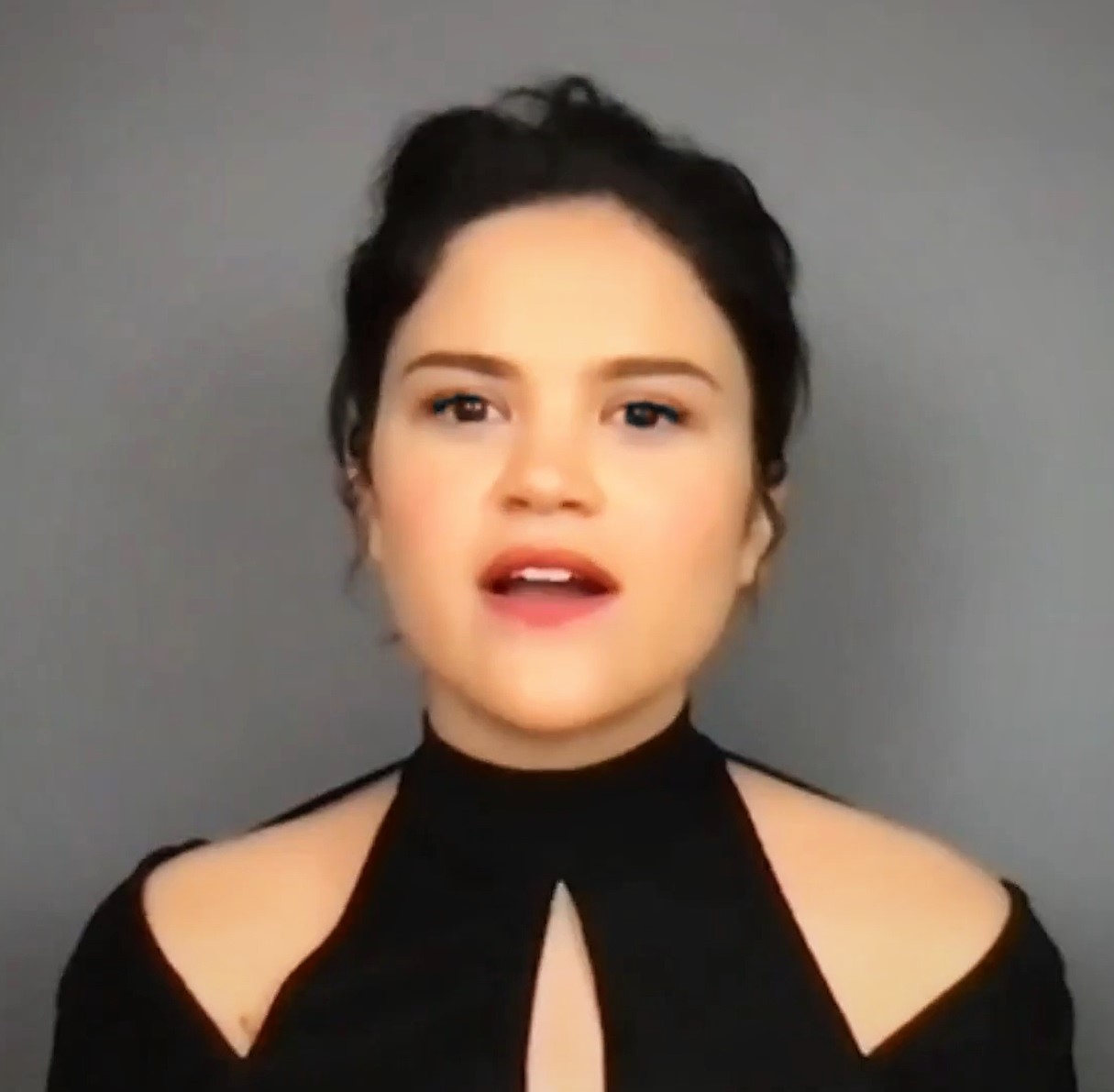
Victoria Moroles (* 1996)

### Moron
- Morón Hidalgo, Joaquín José (1942–2013), venezolanischer Geistlicher, römisch-katholischer Bischof von Acarigua-Araure
- Morón, Daniel (* 1959), argentinisch-chilenischer Fußballspieler
- Moron, Edgar (1941–2023), deutscher Politiker (SPD), MdL
- Morón, Gisela (* 1976), spanische Synchronschwimmerin
- Morón, Loren (* 1993), spanischer Fußballspieler
- Morone, Domenico, italienischer Maler
- Morone, Francesco († 1529), italienischer Maler
- Morone, Franco (* 1956), italienischer Gitarrist, Komponistin, Arrangeur und Journalist
- Morone, Giovanni (1509–1580), italienischer Kardinalbischof und Kirchenpolitiker, Konzilslegat und -präsident
- Morones Prieto, Ignacio († 1974), mexikanischer Politiker, Arzt und Hochschullehrer
- Moroney, Davitt (* 1950), britischer Cembalist und Musikwissenschaftler
- Moronge, Dennis (* 1982), kenianischer Skilangläufer
- Moroni Stampa, Giorgio (* 1948), Schweizer Jurist
- Moroni, Arturo (1904–1972), italienischer Ruderer
- Moroni, Camilla (* 2001), italienische Sportkletterin
- Moroni, Dado (* 1962), italienischer Jazzpianist und Komponist
- Moroni, Ezio (* 1961), italienischer Radrennfahrer
- Moroni, Filippo (* 2001), italienischer Tennisspieler
- Moroni, Gaetano (1802–1883), italienischer Bibliograph und Autor
- Moroni, Gian Marco (* 1998), italienischer Tennisspieler
- Moroni, Giovan Battista, italienischer Renaissancemaler
- Moroni, Joseph (1938–2020), französischer Ruderer
- Moroni, Luca Jr. (* 2000), italienischer Schachspieler
- Moroni, Mario, italienischer Drehbuchautor und Filmregisseur
- Moronta Rodríguez, Mario del Valle (1949–2025), venezolanischer Geistlicher, römisch-katholischer Bischof von San Cristóbal de Venezuela
- Morony, Thomas (1926–1989), britischer General

### Moroo
- Morooka, Hiroto (* 1997), japanischer Fußballspieler
- Morooka, Shu (* 2000), japanischer Fußballspieler

### Morop
- Moropane, Dikeledi (* 1976), südafrikanische Sprinterin

### Moros
- Moros, Anatolij (* 1948), sowjetisch-ukrainischer Hochspringer
- Moros, Darja Jurjewna (* 1983), russische Schauspielerin
- Moros, Mychajlo (1904–1992), ukrainischer Künstler
- Moros, Oleksandr (* 1944), ukrainischer Politiker
- Moros, Oleksandr (1961–2009), ukrainischer Schachspieler und -funktionär
- Moros, Rebecca (* 1985), US-amerikanische Fußballspielerin
- Moroșan, Bogdan (* 1991), rumänischer Naturbahnrodler
- Morosani, Anton (1907–1993), Schweizer Eishockeyspieler
- Moroșanu, Angela (* 1986), rumänische Sprinterin
- Morosenko, Pawel Semjonowitsch (1939–1991), sowjetischer Theater- und Filmschauspieler
- Morosewitsch, Alexander Sergejewitsch (* 1977), russischer Schachspieler
- Morosi, Alessandro (* 2004), italienischer Motorradrennfahrer
- Morosini, Andrea (1558–1618), venezianischer Geschichtsschreiber
- Morosini, Carlo (1809–1874), Schweizer Rechtsanwalt, Politiker, Richter und Staatsrat (Freisinnig-Demokratische Partei, FDP)
- Morosini, Costanza († 1380), Dogaressa von Venedig
- Morosini, Dea († 1478), Dogaressa von Venedig
- Morosini, Domenico, Doge von Venedig
- Morosini, Domenico (1768–1842), italienischer Politiker, Bürgermeister von Venedig
- Morosini, Emilio (1830–1849), schweizerisch-italienischer Patriot
- Morosini, Francesca († 1374), Dogaressa von Venedig (1343–1354)
- Morosini, Francesco (1619–1694), Doge von Venedig (1688 bis 1694)Francesco Morosini (1619–1694)

Francesco Morosini (1619–1694)

- Morosini, Giovanni Battista (1782–1874), Schweizer Anwalt, Politiker (FDP), Tessiner Grossrat und Staatsrat
- Morosini, Marino (1181–1253), Doge von Venedig
- Morosini, Michele († 1382), Doge von Venedig (1382)
- Morosini, Morosina (1545–1614), Ehefrau des Dogen von Venedig, Marino Grimani
- Morosini, Pierina (1931–1957), italienische römisch-katholische Jungfrau, Märtyrerin und Selige
- Morosini, Piermario (1986–2012), italienischer FußballspielerPiermario Morosini (1986–2012)

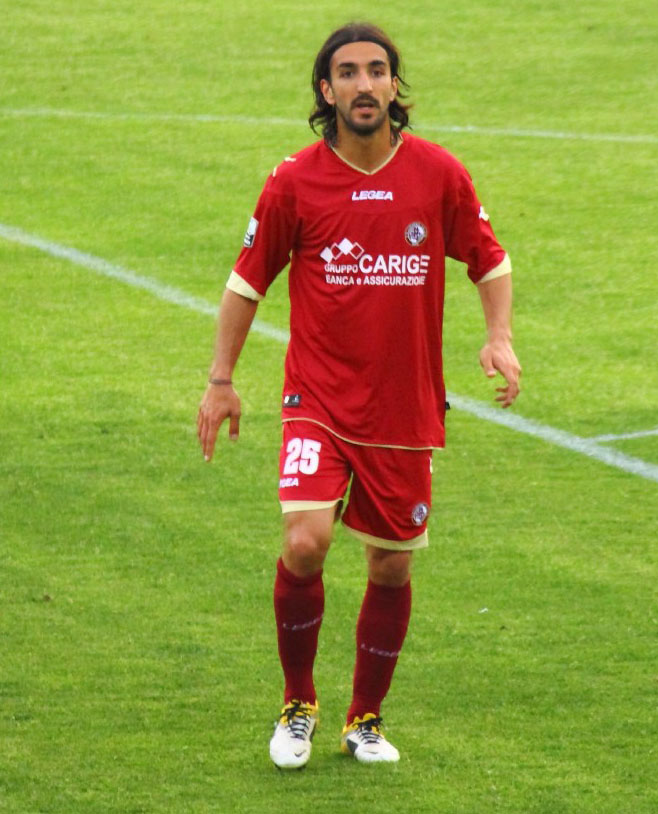
Piermario Morosini (1986–2012)

- Morosini, Thomas († 1211), lateinischer Patriarch von Konstantinopel
- Morosini, Thomas († 1647), venezianischer Admiral
- Morosini, Tommasina, Dogaressa von Venedig (1289–1311)
- Morosjuk, Mykola (* 1988), ukrainischer Fußballspieler
- Moroso, John A. (1874–1957), US-amerikanischer Schriftsteller und Drehbuchautor
- Moroso, Rob (1968–1990), US-amerikanischer NASCAR-Rennfahrer
- Morosow, Alexander (* 1958), kasachischer Sommerbiathlet in der Stilrichtung Crosslauf
- Morosow, Alexander Alexandrowitsch (1904–1979), sowjetischer Ingenieur und Panzerkonstrukteur im Range eines Generalmajors der Sowjetarmee
- Morosow, Alexander Wassiljewitsch (1939–2003), sowjetischer Hindernisläufer
- Morosow, Alexei Alexejewitsch (* 1977), russischer Eishockeyspieler
- Morosow, Alexei Jurjewitsch (* 1961), russischer Physiker
- Morosow, Artem (* 1980), ukrainischer Ruderer
- Morosow, Feliks (* 2000), ukrainischer Eishockeyspieler
- Morosow, Georgi Fjodorowitsch (1867–1920), russischer Forstwissenschaftler
- Morosow, Grigori Pawlowitsch (* 1994), russischer Fußballspieler
- Morosow, Igor (* 1948), russisch-ukrainischer Opernsänger (Bariton)
- Morosow, Iwan Abramowitsch (1871–1921), russischer Kunstsammler
- Morosow, Iwan Dmitrijewitsch (* 2000), russischer Eishockeyspieler
- Morosow, Jewgeni Wladimirowitsch (* 2001), russischer Fußballspieler
- Morosow, Juri Andrejewitsch (1934–2005), russischer Fußballspieler und -trainer
- Morosow, Juri Ionowitsch (* 1949), russischer Industriemanager, südossetischer Politiker
- Morosow, Michail Abramowitsch (1870–1903), russischer Industrieller, Historiker und Kunstsammler
- Morosow, Nikolai Alexandrowitsch (1854–1946), russischer Astronom und Chemiker
- Morosow, Nikolai Alexandrowitsch (* 1956), russischer Komponist
- Morosow, Nikolai Alexandrowitsch (* 1975), belarussischer Eiskunstläufer und Eistanztrainer
- Morosow, Pawel Trofimowitsch (1918–1932), sowjetischer BauernjungePawel Trofimowitsch Morosow (1918–1932)

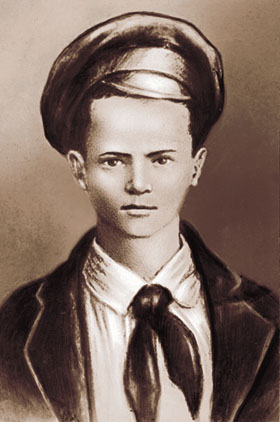
Pawel Trofimowitsch Morosow (1918–1932)

- Morosow, Platon Dmitrijewitsch (1906–1986), sowjetischer Jurist und Richter am Internationalen Gerichtshof (1970–1985)
- Morosow, Sawwa Timofejewitsch (1862–1905), russischer Kaufmann
- Morosow, Sergei Anatoljewitsch (1951–2001), sowjetischer Radrennfahrer
- Morosow, Sergei Sergejewitsch (* 1988), russischer Geher
- Morosow, Sergei Timofejewitsch (1860–1944), russischer Unternehmer und Mäzen
- Morosow, Stanislaw (* 1979), ukrainischer Eiskunstläufer
- Morosow, Timofei Sawwitsch (1823–1889), russischer Unternehmer und Mäzen
- Morosow, Wladimir Iwanowitsch (* 1952), sowjetischer Kanute
- Morosow, Wladimir Jewgenjewitsch (* 1992), russischer Eiskunstläufer
- Morosow, Wladimir Wiktorowitsch (* 1992), russischer Schwimmer
- Morosow, Wladimir Wladimirowitsch (1910–1975), russischer Mathematiker
- Morosow, Wolodymyr (1940–2023), sowjetischer Kanute
- Morosowa, Anna Afanassjewna (1921–1944), sowjetische Widerstandskämpferin im Zweiten Weltkrieg
- Morosowa, Feodossija Prokofjewna (1632–1675), Bojarin und Unterstützerin Awwakums
- Morosowa, Jelena Igorewna (* 1987), russische Fußballspielerin
- Morosowa, Julija Konstantinowna (* 1985), russische Volleyballspielerin
- Morosowa, Margarita Kirillowna (1873–1958), russische Kunst-Mäzenin, Philanthropin, Kunstsammlerin, Autorin, Kunst-Kritikerin und Herausgeberin
- Morosowa, Marija Fjodorowna (1830–1911), russische Textilunternehmerin und Mäzenin
- Morosowa, Olga Alexejewna (* 1995), russische Badmintonspielerin
- Morosowa, Olga Wassiljewna (* 1949), russische Tennisspielerin
- Morosowa, Sinaida Grigorjewna (1867–1947), russische Salonnière und Wohltäterin
- Morosowa, Warwara Alexejewna (1848–1917), russische Textilunternehmerin und Mäzenin
- Morosowa, Wera Georgijewna (1903–1991), sowjetische Bildhauerin
- Moross, Jerome (1913–1983), US-amerikanischer Komponist

### Morot
- Morot, Adrien (* 1970), kanadischer Maskenbildner
- Morot, Aimé (1850–1913), französischer Maler
- Morot-Sir, Edouard (1910–1993), französischer Philosoph, Romanist und Literaturwissenschaftler
- Morota, Misaki (* 1998), japanische Stabhochspringerin
- Morota, Miyako, japanische Badmintonspielerin

### Morou
- Morou, Fadhel (* 1997), deutscher Fußballspieler

### Morov
- Morovic, Iván (* 1963), chilenischer Schachspieler
- Morovich, Enrico (1906–1994), italienischer Schriftsteller und Autor

### Moroz
- Morozaitė-Rasmussen, Neringa (* 1979), litauische Politikerin, Vizeministerin und stellvertretende Wirtschaftsministerin
- Moroziuk, Linda, kanadische Sängerin und Songwriterin
- Morozov, Evgeny (* 1984), belarussischer PublizistEvgeny Morozov (* 1984)

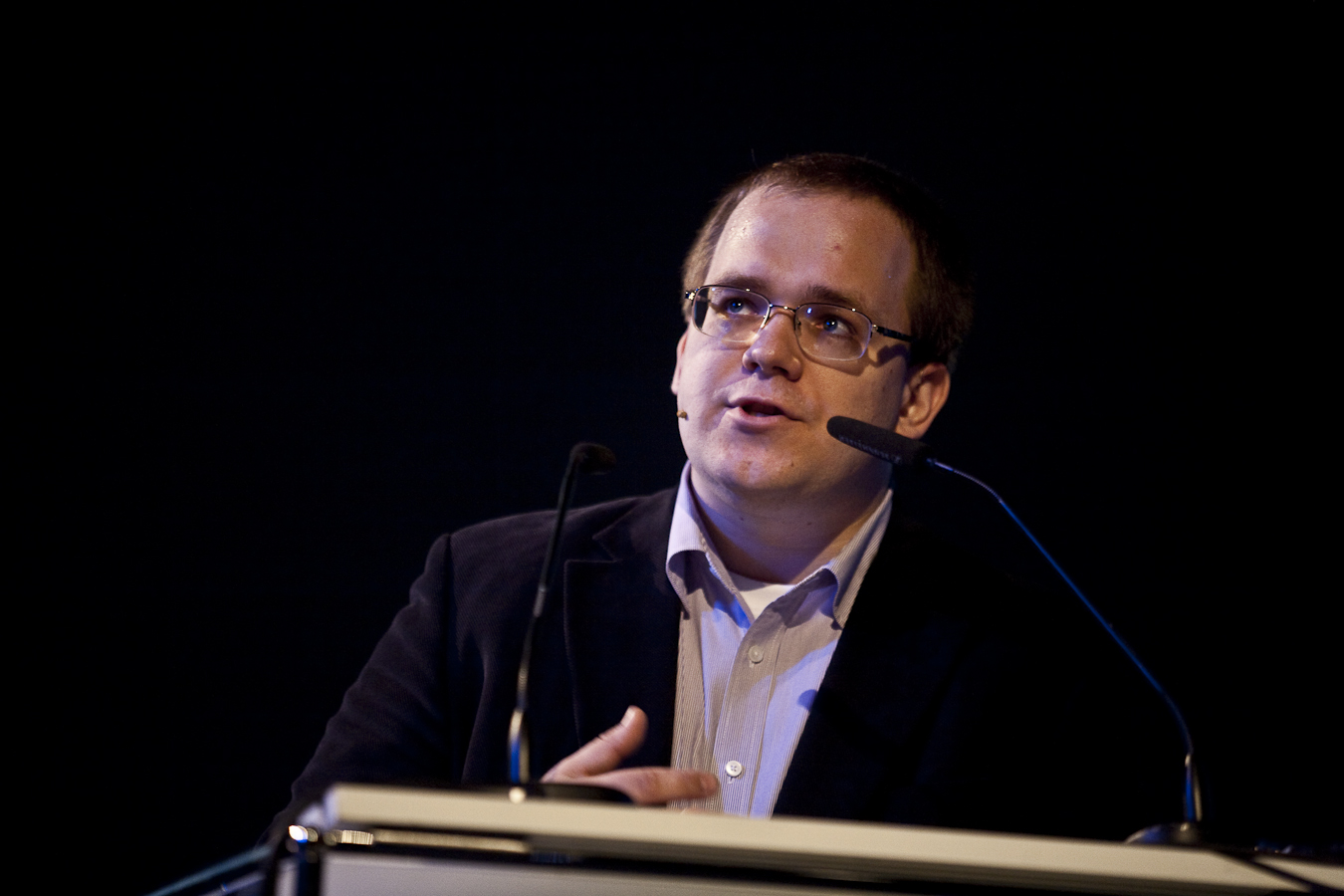
Evgeny Morozov (* 1984)

- Morozov, Igor (* 1989), estnischer Fußballspieler
- Morozov, Victor (* 1950), ukrainischer Liedermacher, Dichter und Übersetzer
- Morozov, Viktor (* 2004), estnischer Leichtathlet
- Morozowicz, Elhard von (1893–1934), preußischer Offizier und deutscher Politiker (DNVP, Stahlhelm, Wehrwolf, NSDAP), MdR
- Morozowicz, Otto von (1821–1882), preußischer Generalleutnant und Chef des Landesaufnahme
- Morozumi, Kōsuke (* 1988), japanischer Curler
- Morozumi, Yūsuke (* 1985), japanischer Curler
- Morozzo Della Rocca, Enrico (1807–1897), italienischer General und Politiker
- Morozzo Della Rocca, Giuseppe (1758–1842), piemontesischer Geistlicher, Bischof von Novara und Kardinal der Römischen Kirche
- Morozzo della Rocca, Raimondo (1905–1980), italienischer Archivar